# 도루묵
도루묵(문화어: 도루메기; Arctoscopus japonicus, 영어: sailfin sandfish 또는 Japanese sandfish)은 도루묵과에 속하는 물고기이다. 몸은 회색이며, 옆으로 납작하다. 체고가 가장 높은 지점은 제1등지느러미 앞쪽이다. 아래턱이 앞으로 튀어나와서, 입이 위쪽을 향하며, 입에는 작은 이빨이 나있다. 비늘이 없으며, 몸길이는 20 cm 정도이다.

## 낚시 방법
도루묵은 겨울철인 11월에서 12월까지 산란기라서 해초류가 많은 곳으로 알을 낳으러 온다. 도루묵은 알을 낳으러 해초와 비슷한 통발 속으로 들어간다. 그 점을이용해서 통발 낚시를 하는 것이다.

## 이름과 문화
도루묵의 옛 형태에 대한 가장 오래된 기록은 청주 출토 순천 김씨 묘 출토 간찰(16세기)에 기록된 ‘돌목’이다. 조항범은 이 이름이 ‘목’이라는 이름에 상대적으로 조잡한 생물에 붙이는 ‘돌-’이 붙은 것으로 추정했다. 이후 발음이 변하여 조재삼의 《송낭잡지》(19세기 후반)에 ‘도로목(都路木)’이라는 차자 표기가 확인된다.
조선시대 초에는 도루묵을 은어(銀魚)로 기록하고 있다. 이에 관련해 도루묵이란 이름에 대한 민간어원이 있는데, 원래 ‘목어(目魚)’이었던 물고기 이름을 왕이 그 맛을 좋아해서 ‘은어(銀魚)’로 바꿨는데, 싫증이 나 도로 목어(還目魚)로 바꿨다는 설이 그것이다. 이는 허균의 《도문대작》(1611), 이식의 시 〈환목어(還目魚)〉(1631), 이의봉의 《고금석림》(1789), 《난호어목지》(1820년경), 《송낭잡지》(19세기 후반) 등에 등장하는데, 후대로 갈 수록 왕이 피난을 갔다는 서사가 붙는 등 이야기가 각색이 된다.
조선 시대에 도루묵은 다른 종에 비해 품질이 낮은 물고기로 여겨졌다. 이 때문에 현대에도 ‘말짱 도루묵’이라는 표현이 쓰인다. 《연려실기술》(17세기)에 ‘허적은 산적이 되고 허목은 도로목이 된다(許積爲散炙、許穆爲回目[魚名])’는 숙종 때의 유행어가 기록되어 있을 정도로 그 역사가 오래되었다.

## 생태
도루묵은 문어같은 천적을 피해 낮에는 140m~400m의 깊이의 바다속 진흙모래속에 숨어있다가 밤에 활동하고 밤에 수온이 섭씨 6도~섭씨 10도이고 깊이가 2m인 곳에 있는 모자반과 청각같은 해조류에 1500여 개의 알을 낳는다. 산란기는 11월부터 12월까지이다. 도루묵알은 낳은 지 60여 일 만에 치어로 변한다. 도루묵은 작은 물고기와 새우를 먹는다. 도루묵은 한국 동해와 일본 북부 캄차카해역 알래스카에 분포한다.